# Jerzy Bartnik (rzemieślnik)
Jerzy Bartnik (ur. 9 września 1946 w Poznaniu) – polski rzemieślnik i działacz rzemieślniczy, w latach 1989–1993 i od 2001 do 2017 prezes Związku Rzemiosła Polskiego.

## Życiorys
W 1970 rozpoczął pracę jako właściciel rodzinnego zakładu ślusarskiego w Poznaniu. W 1989 objął funkcję prezesa Wielkopolskiej Izby Rzemieślniczej w Poznaniu, był także przewodniczącym rady Związku Rzemiosła Polskiego w Warszawie (1989–1993). Działał w Stronnictwie Demokratycznym – na początku lat 90. sprawował funkcję wiceprzewodniczącego Prezydium Rady Naczelnej.
W 2001 objął funkcję prezesa Związku Rzemiosła Polskiego. Trzy lata później wybrano go wiceprzewodniczącym Europejskiej Unii Rzemiosła oraz Małych i Średnich Przedsiębiorstw UEAPME. Był współorganizatorem Sejmiku Gospodarczego Województwa Wielkopolskiego w Poznaniu.
Jest członkiem Cechu Ślusarzy i Rzemiosł Pokrewnych w Poznaniu oraz Spółdzielni Rzemieślniczej Mechaników w Poznaniu. Objął obowiązki wiceprzewodniczącego Trójstronnej Komisji ds. Społeczno-Gospodarczych oraz członka Rady Przedsiębiorczości. W 2010 prezydent RP Lech Kaczyński powołał go na członka Narodowej Rady Rozwoju. W październiku 2015 z ramienia Związku Rzemiosła Polskiego został członkiem nowo powstałej Rady Dialogu Społecznego. W 2017 zakończył pełnienie funkcji prezesa Związku Rzemiosła Polskiego.
Został odznaczony m.in. Krzyżem Kawalerskim Orderu Odrodzenia Polski, a także wyróżniony Honorową Szablą im. Jana Kilińskiego.